# هواوی میت ۱۰
هواوی مِیت ۱۰ (به انگلیسی: Huawei Mate 10)، هواوی مِیت ۱۰ پرو (به انگلیسی: Huawei Mate 10 Pro) و هواوی مِیت ۱۰ لایت (به انگلیسی: Huawei Mate 10 Lite) هفتمین نسل از فبلت های هواوی میت، محصولی از هواوی هستند. 